# 肖肖尼 (怀俄明州)
肖肖尼（英語：Shoshoni），是美国怀俄明州弗里蒙特县（Fremont）下属的一座城市。该市的人口在2000年为635人，2010年有649，2011年则估计有658人。